# Microblatta uapou
Microblatta uapou är en kackerlacksart som beskrevs av Morgan Hebard 1933. Microblatta uapou ingår i släktet Microblatta och familjen småkackerlackor. Inga underarter finns listade i Catalogue of Life.